# Рапід (парафія)
Шаблон:StateAbbr_ 31°12′ пн. ш. 92°32′ зх. д. / 31.2° пн. ш. 92.54° зх. д.
Округ  Рапід (англ. Rapides Parish) — округ (парафія) у штаті  Луїзіана, США. Ідентифікатор округу 22079.

## Демографія
За даними перепису 
2000 року 
загальне населення округу становило 126337 осіб, зокрема міського населення було 78504, а сільського — 47833.
Серед мешканців округу чоловіків було 60417, а жінок — 65920. В окрузі було 47120 домогосподарств, 33133 родин, які мешкали в 52038 будинках.
Середній розмір родини становив 3,09.
Віковий розподіл населення поданий у таблиці:
| Стать    | До 15 років | 15-21 | 22-29 | 30-39 | 40-49 | 50-65 | 65-85 | Понад 85 |
| -------- | ----------- | ----- | ----- | ----- | ----- | ----- | ----- | -------- |
| Чоловіки | 14092       | 6956  | 6020  | 8780  | 8868  | 9111  | 6092  | 498      |
| Жінки    | 13893       | 6802  | 6291  | 9187  | 9537  | 10308 | 8530  | 1372     |

## Суміжні округи
- Ґрант — північ
- Ла-Салл — північний схід
- Авуаель — схід
- Еванджелін — південний схід
- Аллен — південний захід
- Вернон — захід
- Начітош — північний захід

## Виноски
1. ↑  U.S. Decennial Census. United States Census Bureau. Архів оригіналу за 12 травня 2015. Процитовано 1 вересня 2014.
2. ↑  Historical Census Browser. University of Virginia Library. Архів оригіналу за 11 серпня 2012. Процитовано 1 вересня 2014.
3. ↑  Population of Counties by Decennial Census: 1900 to 1990. United States Census Bureau. Архів оригіналу за 15 вересня 2014. Процитовано 1 вересня 2014.
4. ↑  Census 2000 PHC-T-4. Ranking Tables for Counties: 1990 and 2000 (PDF). United States Census Bureau. Архів оригіналу (PDF) за 18 грудня 2014. Процитовано 1 вересня 2014.
5. ↑  State & County QuickFacts. United States Census Bureau. Архів оригіналу за 14 липня 2007. Процитовано 18 серпня 2013.(англ.) Наведено за англійською вікіпедією.
6. ↑  American FactFinder. Бюро перепису населення США. Архів оригіналу за 26 лютого 2012. Процитовано 31 січня 2008.

| США | Це незавершена стаття з географії США. Ви можете допомогти проєкту, виправивши або дописавши її. |